# Chère Emma
Pour plus de détails, voir Fiche technique et Distribution.
Chère Emma (Édes Emma, drága Böbe - vázlatok, aktok) est un film hongrois réalisé par István Szabó, sorti en 1992. Le film remporte le Grand prix du jury de la Berlinale.

## Fiche technique
- Titre original : Édes Emma, drága Böbe - vázlatok, aktok
- Titre français : Chère Emma
- Réalisation : István Szabó
- Scénario : István Szabó et Andrea Vészits
- Photographie : Lajos Koltai
- Pays de production :  Hongrie
- Genre : Film dramatique
- Durée : 90 minutes
- Date de sortie : 1992

## Distribution
- Johanna ter Steege : Emma
- Enikö Börcsök : Böbe
- Péter Andorai : Stefanics - Igazgató
- Éva Kerekes : Szundi